# فيكتور إزيجيه
فيكتور إزيجيه (بالإنجليزية: Victor Ezeji)‏ (9 يونيو 1981 بولاية ريفرز في نيجيريا - ) هو لاعب كرة قدم نيجيري في مركز الهجوم. شارك مع منتخب نيجيريا لكرة القدم. أما مع النوادي، فقد لعب مع النادي الإفريقي وإينوغو رينجرز وشاركس وصن شاين ستارز ونادي إنييمبا إنترناشونال ونادي دولفينز ونادي هارتلاند.

## روابط خارجية
- فيكتور إزيجيه على موقع قاعدة بيانات كرة القدم.إي يو (الإنجليزية)
- فيكتور إزيجيه على موقع ناشيونال فوتبول تيمز (الإنجليزية)